# チェルヌスコ・スル・ナヴィーリオ
チェルヌスコ・スル・ナヴィーリオ（伊: Cernusco sul Naviglio）は、イタリア共和国ロンバルディア州ミラノ県にある、人口約35,000人の基礎自治体（コムーネ）。

## 地理

### 位置・広がり

#### 隣接コムーネ
隣接するコムーネは以下の通り。
- ブルゲーリオ
- ブッセロ
- カルガーテ
- カッシーナ・デ・ペッキ
- コローニョ・モンツェーゼ
- ピオルテッロ
- ローダノ
- ヴィニャーテ
- ヴィモドローネ

### 地震分類
イタリアの地震リスク階級 (it) では、3 に分類される
。

## 人物

### 著名な出身者
- ガエターノ・シレア - サッカー選手